# Consulado General de Estados Unidos en Jerusalén
El Consulado General de los Estados Unidos en Jerusalén fue la misión diplomática de los Estados Unidos de América acreditada ante la población palestina de Cisjordania (incluida Jerusalén) y la Franja de Gaza.
En mayo de 2018, Estados Unidos trasladó su embajada en Tel Aviv a Jerusalén. A mediados de octubre de 2018, el secretario de Estado de Estados Unidos, Mike Pompeo, anunció que el Consulado General se fusionaría con la Embajada de Estados Unidos en Jerusalén y que las relaciones con los palestinos se llevarían a cabo a través de una unidad especial de asuntos palestinos dentro de la embajada.
El 4 de marzo de 2019, el Consulado General cesó oficialmente sus operaciones y se fusionó con la Embajada de los Estados Unidos en Jerusalén.

## Fecha
El consulado de Estados Unidos se inauguró en 1844 en la antigua Jerusalén, dentro de la puerta de Jaffa, en lo que hoy es el Centro Sueco de Estudios Cristianos. A finales del siglo XIX, el consulado se trasladó a la calle Al-Anbiya. En 1912, se trasladó a la calle Kershon Akron, en lo que hoy es Jerusalén occidental. El edificio principal, una de las primeras casas construidas fuera de las antiguas murallas de la ciudad, fue construido en 1868 por el misionero luterano alemán Ferdinand Vester. El 23 de mayo de 1948, el cónsul general Thomas Wesson fue asesinado. En 1952, el consulado alquiló otro edificio en Nablus Road, Jerusalén Este.

## Cierre del consulado
En respuesta a la fusión del Consulado con la Embajada de los Estados Unidos, Saeb Erekat, secretario general del Comité Ejecutivo de la PLO's, instó a la comunidad internacional a boicotear la nueva Unidad de Asuntos Palestinos y la describió como "el último clavo en el ataúd" de los estadounidenses como promotores del proceso de paz. Mientras tanto, el miembro del Comité central, Hanan Ashrawi calificó el cierre del Consulado como "una degradación y un asalto político al proceso de paz".